# Bushiri Lungundu
Bushiri Lungundu (Provincia Orientale, 1911 circa – 23 giugno 1945) è stato un profeta del movimento religioso nativista africano detto Kitawala della Repubblica Democratica del Congo.
Ha operato nell'ex Congo Belga (Provincia Orientale) verso la fine del dominio coloniale, proclamandosi “Sostituto di Gesù” (Mulumozi wa Yesu).